# سیارک ۸۵۸۰
سیارک ۸۵۸۰ (به انگلیسی: 8580 Pinsky، نامگذاری:1996XZ25) هشت هزار و پانصد و هشتادمین سیارک کشف شده‌است که در ۱۴ دسامبر ۱۹۹۶ کشف شد.
قدر مطلق سیارک برابر ۱۳٫۰۰ است.